# 新亞歷山德里夫卡 (別爾季切夫區)
49°53′46″N 28°44′42″E / 49.89611°N 28.74500°E
新亞歷山德里夫卡（烏克蘭語：Нова Олександрівка），是烏克蘭的村落，位於該國北部日托米爾州，由貝爾迪奇夫區負責管轄，面積0.45平方公里，海拔高度267米，2001年人口52，人口密度每平方公里115.3人。